# Dichaea angustisegmenta
Dichaea angustisegmenta är en orkidéart som beskrevs av Dodson. Dichaea angustisegmenta ingår i släktet Dichaea och familjen orkidéer.
Artens utbredningsområde är Ecuador. Inga underarter finns listade i Catalogue of Life.